# Oregostoma puniceum
Oregostoma puniceum är en skalbaggsart som först beskrevs av Newman 1838.  Oregostoma puniceum ingår i släktet Oregostoma och familjen långhorningar. Inga underarter finns listade i Catalogue of Life.